# National Museum of Ireland – Decorative Arts and History
National Museum of Ireland – Decorative Arts and History (irsk: Ard-Mhúsaem na hÉireann – Na hEalaíona Maisiúla ⁊ Stair) er en afdeling af National Museum of Ireland (NMI), der ligger i de tidligere Collins Barracks i Arbour Hill-området af Dublin, Irland.
Museet har samlinger med relation til militærhistorie og dekorativ kunst, og kernesamlingen har relation til begivenheder i Irlands historie som bl.a. påskeopstanden 1916.